# Сражение у Провидиена

Сражение у Провидиена (англ. Battle of Providien) — морское сражение, состоявшееся 12 апреля 1782 года во время войны за независимость США между французской эскадрой коммодора Пьера-Андрэ де Сюффрена и английской эскадрой контр-адмирала Эдварда Хьюза, в Бенгальском заливе у побережья Цейлона. Сражение стало вторым между этими двумя командирами и в то же время самым кровопролитным. 

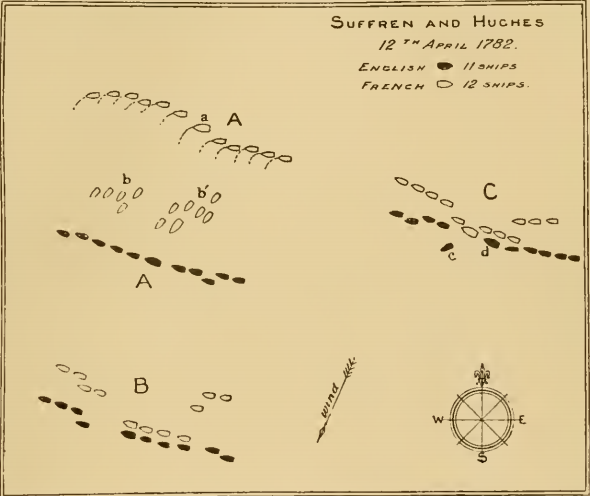
Карта сражения

В марте Хьюз перевез подкрепление из Мадраса в недавно захваченный Тринкомали. 30 марта к нему присоединились два линейных корабля, усилив его флотилию до 11 кораблей. Сюффрен, высадившийся 22 марта для поддержки осады Куддалора (который капитулировал 4 апреля), затем вышел в море, надеясь перехватить британские корабли, идущие из Европы.
9 апреля две эскадры встретились в море, к югу от Цейлона. Хьюз видел свою главную задачу в укреплении Тринкомали и не искал сражения, плывя на северо-восток. 11 апреля он повернул обратно в порт, а 12-го выстроил боевую линию, считая, что французская эскадра может догнать и атаковать его арьергардные корабли. 
Сюффрен приказал атаковать. Атаку командующего решительно поддержали лишь два других корабля. В результате в центре разгорелся ожесточённый бой между двумя британскими и тремя французскими кораблями, в котором обе стороны несли тяжёлые потери. Остальные французские корабли на расстоянии действовали малоэффективно. 
Корабль Сюффрена «Герос», с большей частью разрушенного рангоута, расположился на траверзе «Монмута». После того, как «Монмут» потерял грот-мачту и бизань, он был вынужден первым отвернуть около 15:00. «Геросу» также пришлось отойти, и его заменили «Ориент» и «Брильян». К 15:40 бой переместился настолько далеко на запад, что корабли оказались под угрозой крушения при приближении к берегу. В конце концов обе стороны были вынуждены прекратить бой и отвернуть.
Потери с обеих сторон были примерно одинаковы, но с английской стороны 2 корабля вышли из строя на продолжительный срок. Это позволило французам объявить о своей победе.
Вечером обе эскадры бросили якорь и приступили к ремонту, который длился неделю. 19 апреля французы попытались спровоцировать англичан на боевые действия, а когда это не удалось, они отплыли, чтобы прикрывать конвои, идущие из Европы. Хьюз отплыл в Тринкомали и оставался там до июня.